# П'ятий десяток
П'ятий десяток (рос. Пятый десяток) — радянський фільм-спектакль, поставлений режисером Ігорем Владимировим у 1982 році за участю Аліси Фрейндліх.

## Сюжет
Ленінград, 1982 рік. У день народження до бібліотекарки приходять гості. Їх зустрічає невисока, худенька, симпатична жінка з ніжним прізвищем Йолочкіна, якій пішов уже п'ятий десяток. Катерина Олександрівна Йолочкіна розумна, принципова, інтелігентна і є в ній щось по-дитячому наївне, відверте до беззахисності… Її дочка — розпещена сліпо любляча мамою хамка-вертушка. Приходить подруга — провінційна співачка, яка мріє вийти на пенсію, щоб не співати, приходять сусіди, щоб після закусок подивитися по телевізору футбол. З'являється інтелігентний гість зі столиці, Ігор Миколайович Пушкін, відряджений іхтіолог…

## У ролях
- Аліса Фрейндліх — Катерина Олександрівна Йолочкіна, завідувачка бібліотеки
- Леонід Дьячков — Пушкін Ігор Миколайович, відряджений іхтіолог
- Ірина Мазуркевич — Ася Йолочкіна, студентка театрального училища, дочка Катерини Олександрівни
- Євген Баранов — Петя, колишній однокласник Асі, абітурієнт
- Ірина Замотіна — Юр'єва Євгенія Вікторівна
- Борис Улітін — Віталій Марінін (Мошкін), московський журналіст
- Олена Маркіна — Ксенія Іванівна, співачка
- Валерій Кузін — Яків Григорович, сусід Йолочкіних
- Цецилія Файн — Клавдія Трохимівна, читачка бібліотеки, дружина Василя Микитовича, медсестра
- Петро Шелохонов — Василь Микитович, столяр-червонодеревник, читач бібліотеки
- Віра Улик — Валя, ткаля з текстильної фабрики, читачка бібліотеки
- Олена Антонова — читачка бібліотеки

## Знімальна група
- Автор сценарію:  Олександр Бєлінський
- Режисер:  Ігор Владимиров
- Композитор:  Георгій Портнов